# Philippe (prénom)
Pour les articles homonymes, voir Philippe.
Philippe est un prénom français masculin, plus rarement féminin (telle Philippe de Toulouse ou Philippe de Gueldre ; ce qui en fait un prénom épicène). Philippe peut être aussi un patronyme.
Il est principalement fêté le 3 mai.

## Étymologie
Du latin Philippus emprunté au grec Philippos (φιλέω / philéô, « apprécier » et ἵππος / híppos, « cheval » : soit « celui qui aime les chevaux »).

## Histoire

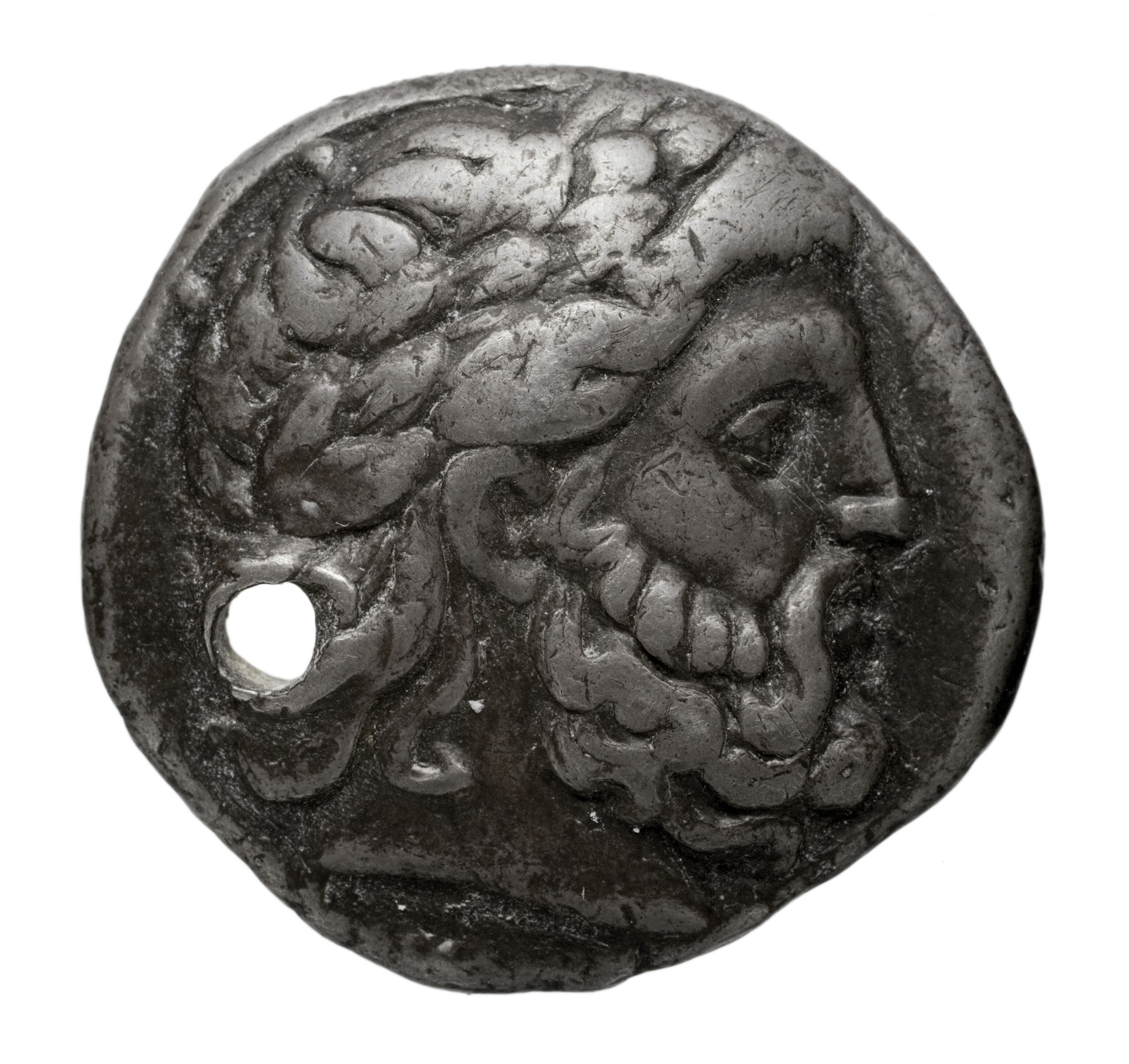
Portrait de Philippe II de Macédoine sur une pièce de monnaie en argent datant du IVe siècle av. J.-C.

Ce prénom était déjà répandu plusieurs siècles avant notre ère dans l'ensemble du monde hellénique. Il dut sans doute sa large diffusion au roi de Macédoine Philippe II (382-336 av. J.-C.) qui unifia la Grèce et prépara la voie de son fils Alexandre le Grand.
Ce prénom est entré dans l'usage français par la dynastie capétienne qui l'a emprunté à la culture byzantine. À la suite du mariage d'Henri Ier et d'Anne de Kiev, descendante des rois de Macédoine, un prince royal, l'un de leurs fils, reçut ce nom. Il devint roi sous le nom de Philippe Ier. Par les rois de France de la maison de Valois, il passa à la maison de Bourgogne qui le transmit à la branche espagnole de la maison de Habsbourg. Il fut également un prénom fétiche de la maison d'Orléans, branche cadette de la maison de Bourbon, dont le fondateur est Philippe, duc d'Orléans, dit « Monsieur, frère du roi », frère cadet du roi Louis XIV de France. Son arrière-arrière-arrière petit-fils devint en 1830 roi des Français sous le nom de Louis-Philippe Ier. Le roi Louis XIV eut également pour second petit-fils Philippe, duc d'Anjou qui hérita en 1700 du trône d'Espagne. Il est l'ancêtre du roi d'Espagne actuel. Ainsi le roi Philippe VI d'Espagne tient son prénom de ses ancêtres macédoniens.[réf. nécessaire]
Au cours de l'histoire, Philippe fut un prénom royal porté par des empereurs romains, byzantins, germaniques, des rois de France et d'Espagne, des princes de Savoie, de Navarre, de Grande-Bretagne.
Courant dans les premiers siècles du christianisme, Philippe se répand dans une partie de l'Europe, et ne connait jamais de longue éclipse, notamment en France. Le XIXe siècle ne lui a pas été très favorable mais il reste d'un usage assez constant.

## Occurrence
Philippe triomphe au début des années 1960, prénommant un garçon sur 16 de 1961 à 1963. Il est le premier prénom de 1959 à 1963 et de nouveau en 1966.
Selon les chiffres de l'Institut national de la statistique et des études économiques, en 2022 environ 455 248 Français portent ce prénom. Son année record d'attribution est 1963 avec 26 210 naissances. 2022 a vu naître 88 Philippe.

## Variantes linguistiques
- albanais : Filip
- anglais : Philip, Phil ;
- allemand : Philipp ;
- breton : Fulup ;
- bruxellois : Flup ;
- catalan : Felip ;
- chinois : 飞利普 (Feilipu) ;
- coréen : 필립 (Pillip) ;
- croate : Filip ;
- espagnol : Felipe ;
- espéranto : Filipo ;
- finnois : Vilppu ;
- français : Philippe ;
- grec moderne : Φίλιππος (Fílippos) ;
- hongrois : Fülöp ;
- italien : Filippo ; (hypocoristique : Pippo) ;
- japonais : フィリップ (Firippu) ;
- letton : Filips ;
- lituanien : Pilypas ;
- luxembourgeois : Flëpp
- mexicain : Filepes ;
- néerlandais : Filip, Flip ;
- occitan : Felip ;
- Poitevin : Félipe ;
- polonais : Filip ;
- portugais : Filipe ;
- roumain : Filip ;
- russe : Филипп (Filipp); hypocoristique : Филя (Filya) ;
- serbe : Filip (en serbe latin) / Филип (en serbe cyrillique)

- ukrainien : Пилип (Pylyp) ; hypocoristique : Пилипко (Pylypko) ;

## Formes féminines
En France, quoique de façon marginale, Philippe a également été un prénom féminin jusque dans la seconde moitié du XVIIIe siècle.
- Philippe de Hainaut (appelée Philippa par les anglophones et germanophones notamment), fut l'épouse du roi d'Angleterre Édouard III. Certains auteurs francophones modernes, se basant sur la disparition de Philippe comme prénom féminin, ont jugé bon de transformer son appellation en Philippa de Hainaut pour les uns, en Philippine de Hainaut pour les autres, mais l'existence de ces deux appellations n'est en aucun cas avérée en français au XIVe siècle ;
- Philippe de Gueldre (1467-1547), duchesse de Lorraine et de Bar puis religieuse ;
- Philippe, dame de Bressuire et de Lezay, fille aînée et principale héritière de Jacques de Beaumont, seigneur de Beaumont-Bressuire, épouse de Pierre de Laval-Montmorency ;
- Philippe de Calvimont, fille de Jean de Calvimont, seigneur de Lherm et mère d'Étienne de La Boétie ;
- Philippa et Philippine[2] ;
- Philippe (utilisé au XVIIe siècle), trouvé dans des recherches généalogiques en Dordogne, en Haute-Vienne et en Corrèze[réf. nécessaire] ;
- Philippe ou Phillippe : trouvé également dans des registres paroissiaux des XVIIe et XVIIIe siècles dans la Nièvre (Commune de Saint-Péreuse).

## Formes composées
- Jean-Philippe  ;
- Louis-Philippe  ;
- Pierre-Philippe ;
- Philippe-Pierre ;
- François-Philippe.

## Souverains portant ce prénom
- Cinq rois de la Macédoine antique : Philippe Ier (640-602), Philippe II (359-336), Philippe III (323-317), Philippe IV (297) et Philippe V (221-179) ;
- Philippe, satrape d'Inde sous le règne d'Alexandre le Grand, de -327 à sa mort en -325 ;
- Philippe l'Arabe, empereur romain pendant la période de l'Anarchie militaire ;
- Six rois de France : Philippe Ier (1060-1108), Philippe II Auguste (1180-1223), Philippe III le Hardi (1270-1285), Philippe IV le Bel (1285-1314), Philippe V le Long (1322-1328) et Philippe VI de Valois (1328-1350) ;
- Six rois d'Espagne : Philippe Ier le Beau (1506), Philippe II (1556-1598), Philippe III (1598-1621), Philippe IV (1621-1665), Philippe V (1700-1746) et l'actuel roi Philippe VI ;
- Philippe, actuel roi des Belges ;
- Pour l'ensemble des articles sur les personnes portant ce prénom, consulter :
  - la liste des articles dont le titre commence par ce prénom
  - les listes produites par Wikidata : Liste des personnes de prénom « Philippe » — même liste en incluant les éventuels prénoms composés qui contiennent « Philippe ».